# Ruginoasa (okręg Jassy)
Ruginoasa – wieś w Rumunii, w okręgu Jassy, w gminie Ruginoasa. W 2011 roku liczyła 1778 mieszkańców.